# Església parroquial de Sant Vicent Ferrer (Algímia d'Alfara)
L'Església de Sant Vicent Ferrer és un temple catòlic situat a Algímia d'Alfara. Es va construir sobre una antiga mesquita reconvertida en església que, fins a 1574 havia estat annexa de la parròquia de Torres-Torres. Va sofrir grans desperfectes durant la guerra civil (1936-1939), després dels quals es va reconstruir respectant en gran manera el seu estil tradicional.

## Estructura
La façana principal es resol en forma d'un gran imafronte llis, centrat per la portada llindada, molt senzilla. El campanar, construït en maó vist, consisteix en un prisma de planta quadrada. En el cos de les campanes s'obre un finestral per cada costat, i sobre la llanterna corona una cupuleta recoberta de teixiria vidriada i un penell de ferro forjat. La façana lateral esquerra recau a una plaça, a la qual l'església obre la corresponent façana lateral, que es troba coberta per una galeria porticada coberta per volta d'aresta, que es va aixecar durant la reconstrucció de postguerra.
L'interior del temple s'ordena entorn d'una planta de creu llatina. La nau es cobreix mitjançant volta de canó amb llunetes i està dividida en cinc trams. L'entaulament i les pilastres, llises, es decoren amb ornaments d'estil pompeià. Les capelles laterals, comunicades entre si, es cobreixen mitjançant voltes. El retaule principal, d'obra moderna, conté una imatge de Sant Vicent Ferrer, titular del temple. La capella de la comunió és una estança rectangular coberta per dues voltes de canó i presidida per una imatge de la Mare de Déu del Roser.